# Parapsihologie
Parapsihologia este studiul presupuselor fenomene psihice (percepție extrasenzorială, telepatie, precogniție, clarviziune, psihochinezie (numită și telechinezie), psihometrie și alte afirmații paranormale, de exemplu, cele legate de experiențe aproape de moarte, sincronicitate, experiențe aparițiale etc. Criticată ca fiind o pseudoștiință, majoritatea oamenilor de știință o resping. Parapsihologia a fost, de asemenea, criticată de criticii mainstream pentru afirmațiile multor dintre practicanții săi că studiile lor sunt plauzibile, în ciuda lipsei de dovezi convingătoare pentru existența oricăror fenomene psihice, după mai mult de un secol de cercetări.
Cercetarea parapsihologiei apare rar în jurnalele științifice importante; în schimb, majoritatea lucrărilor despre parapsihologie sunt publicate într-un număr mic de reviste de nișă.

## Terminologie
Termenul de parapsihologie a fost utilizat pentru prima oară de germanul Max Dessoir în 1889. După americanul Joseph Banks Rhine (1895-1980) parapsihologia se definește ca o ramură a științei care detectează și analizează facultățile datorită cărora o ființă umană (chiar un animal) intră în contact cu mediul, sau chiar îl modifică, fără ajutorul simțurilor sau al mușchilor săi. Scepticii afirmă că parapsihologia nu are suport în realitate, până acum nimic din ceea ce susține nefiind demonstrat științific.
Partizanii ei afirmă că unele cercetări paranormale satisfac aceleași standarde de rigurozitate și publicabilitate ca și cercetările psihologice (de exemplu o semnificanță sub 0,05), cum ar fi cercetările prof.dr. Dick J. Bierman, care este în același timp doctor în fizică (specializat în mecanică cuantică), profesor universitar de psihologie (psihonomie, la Universitatea din Amsterdam), profesor universitar de parapsihologie (la Universitatea din Utrecht) și expert în tehnică de calcul (a elaborat programe de învățare asistată de calculator). De exemplu în de Boer și Bierman, „The roots of paranormal belief: Divergent associations or real paranormal experiences?” a scos în evidență un efect paranormal semnificant (și anume precogniție) prin mijloace de cercetare consacrate în psihologie, concluzia fiind că credința în paranormal se poate datora nu unor defecte de gândire sau anomalii psihice (cum cred psihologii mainstream) ci unor experiențe paranormale reale. Partizanii parapsihologiei afirmă că în această situație eticheta de pseudoștiință este aplicată parapsihologiei din convingere filosofică și nu din rigoare științifică. Realitatea este însă că în afară de ocazionalele corelații semnificative, parapsihologia nu a oferit nicio dovadă fermă a susținerilor sale și nu a produs aparate de folosință obiectivă și importantă (așa cum folosind curentul electric s-a produs telegraful).

## Ramuri
Parapsihologia este subîmpărțită în două mari ramuri:
- 1. Percepțiile extra-senzoriale:

- telepatia,
- clarviziunea,
- claraudiția,
- precogniția,
- postcogniția,
- psihometria.

- 2. Capacitățile paranormale

- psihokinezia (telekinezia),
- pirokinezia,
- experiențele extracorporale,
- experiențele în apropierea morții,
- reîncarnarea
- capacitățile mediumice.

## Suportul teoretic al parapsihologiei
Studiul parapsihologiei are suport teoretic în:
- demonstrarea posibilității existenței și chiar a obținerii unor viteze supraluminice, ipoteză care a stat la baza teoriei tahionilor. Aceasta se bazează pe dezvoltările matematice și este necontradictorie în raport cu teoria relativității einsteiniene; oferă suportul teoretic al posibilității percepției – în același moment temporal – a trecutului, prezentului și viitorului. Observațiile de astrofizică ale lui Kozîrev din anii ’60 au arătat de asemenea că în același moment temporal, se poate observa poziția trecută, prezentă și viitoare a unei formații cosmice.

- Teoria Aharonov – Bohm care, demonstrând existența interacțiunii de la distanță în lumea particulelor subatomice, oferă o nouă bază de credibilitate a fenomenelor telepatice.

În cadrul parapsihologiei se disting două mari diviziuni:
- cea care subsumează domeniile în care trăsătura dominantă o formează bioinformația, percepțiile extra-senzoriale și din care face parte și telepatia;

- cea care cuprinde domeniile în care trăsătura dominantă este oferită de către primordialitatea manifestărilor energetice, de capacitățile paranormale

### Fenomenele studiate de parapsihologie
A. Fenomene predominant bioinformaționale, extra-senzoriale
1. telepatia – transmisia la distanță a gândului ca mesaj extrasenzorial
2. clarviziunea – „ceva” de natura unui vector necunoscut părăsește individul (în timp și spațiu) pentru a lua contact și cunoștință despre „altceva” și, reîntorcându-se, aduce mesajul informațional.
3. precogniția – ghicirea viitorului sau a unor fapte și lucruri ascunse.
4. retrocogniția (postcognitia) – ghicirea trecutului.	
5. percepția dermato – optică – impresia senzorială transmisă de la distanță, telestezie
6. extracorporalitatea
7. radiestezia – capacitatea de a identifica resurse subterane.
8. interacțiuni	om – plante, om – animale
9. înregistrarea gândurilor
10. fenomene la limita vieții
B. Fenomene predominant energetice
1.	Transmutația atomică de slabă energie ( efectul Kervran)
2.	poltergeist – mișcarea în spațiu a obiectelor fără o cauză depistabilă de oameni. Ar putea exista o legătură între fenomenul de poltergeism și comportarea anormală a câmpului magnetic înconjurător (observație rezultată din experimentări / observații /supraveghere efectuate de cercetători acreditați).
3.	teleportația
4.	levitația – ridicarea în spațiu prin alte forțe decât cele convențional – cunoscute (hipnoză, sugestie, telepatie, alte fenomene PSI).
5.	telekinezia
6.	raps
7.	materializări
8.	dematerializări
9.	fotografii induse mental – efectul Fukuray –Ted Serious (tauthografie)
C.	fenomene după pragul morții
1.	transcomunicație (efectul Raudive)
2.	mediumitate (spiritism)
3.	apariții
4.	fotografii ale spiritelor
5.	fenomenul „déjà vu”

#### Clarviziunea din punct de vedere psihiatric
În psihiatrie clarviziunea este considerată drept halucinație. Același lucru este valabil pentru claraudiție.

## Experimentări și cercetări
Pentru că nu cunoaștem fenomenele parasenzoriale – numite și paranormale, respectiv fenomenele PSI (abreviere prin care se subînțeleg fenomenele ce fac obiectul de studiu al psihotronicii) ci numai le constatăm experimental, suntem în faza de a le înregistra că există, de a încerca să le reproducem – empiric – și (cel mai rău) să le ignorăm sau să le refuzăm existența pertinentă, legică, ca un fapt natural dar necunoscut.
Parapsihologia se leagă într-un fel de psihologie, iar majoritatea tezelor de doctorat sunt bazate pe acest subiect. Cu greu poți demonstra un fenomen de tip "PSI". În majoritatea documentelor parapsihologice putem găsi foarte multe cazuri de fraudă și greșeli de metodologie. Faptul că aceste forțe sau entități nu intră în câmpul nostru vizual în mod direct, iar dacă am ține cont și de coincidențe sau de validitatea științifică, acest domeniu nu se poate afirma cu nimic. Totuși, foarte multe persoane au raportat astfel de fenomene "PSI". Câți dintre ei spun adevărul, câți dintre ei mint, nu vom știi (poate) niciodată, însă un lucru este sigur. Există și părți ascunse pe care nu le putem vedea, vizita sau percepe.

### Fenomenele PSI
Studierea fenomenelor PSI s-a făcut și se face în numeroase institute de cercetare și universități americane, englezești și sovietice / rusești precum și în mediile științifice militare cum sunt: Universitatea Harvard, Universitatea California din Los Angeles (UCLA), misiune Apollo 14, Institutul de Radiocomunicații din Moscova, centrul medical Maimonides din New -York, Universitatea din Londra, spitalele Maudsley și Bethleem, Academia de Științe din New York, NASA prin direcția de cercetări biotehnologice. Experimentele au dat între 50% și 80% rezultate pozitive în sensul că s-au stabilit legături telepatice între emițător și receptorul-țintă.
Existența reală a fenomenelor paranormale și implicit a transmisiei informației telepatice a fost stabilită - prin sute de demonstrații științifice riguros supravegheate de numeroși specialiști reputați și sunt de netăgăduit - pe baza lucrărilor profesorului american J.B. Rhine de la Universitatea Duke – Carolina de Nord, SUA ( s-au realizat, printre altele, 85.000 de încercări de transmitere la distanță de informații din care 28% rezultate exacte față de 20% rezultate exacte dacă ar fi acționat hazardul).
Probabil că fenomenul (complexul) PSI poate fi cel de al treilea sistem de semnalizare între ființe (pe lângă gesturi și graiul articulat).
Potrivit cercetătorilor și oamenilor de știință care susțin ipoteza biotehnologică paleoastronautică, pentru strămoșii noștri astronauți care, se pare, ne-au implantat inteligența superioară și creativitatea artistică, acest al treilea sistem de semnalizare ar fi putut constitui sistemul de bază. Ei consideră că datorită acestui sistem se poate forma o inteligență superioară colectivă care beneficiază de cunoștințele și inteligența fiecărui individ – fiind cuplați permanent și necondiționat la banca de date colectivă.